# Best Buy
Best Buy Co. Inc. er en amerikansk elektronik-detailkoncern med 1.144 butikker. Best Buys datterselskaber inkluderer Geek Squad, Magnolia Audio Video og Pacific Sales, Best Buy Mobile og Insignia.